# یواس‌اس لاگارتو (اس‌اس-۳۷۱)
یواس‌اس لاگارتو (اس‌اس-۳۷۱) (به انگلیسی: USS Lagarto (SS-371)) یک زیردریایی بود که طول آن ۳۱۱ فوت ۹ اینچ (۹۵٫۰۲ متر) بود. این زیردریایی در سال ۱۹۴۴ ساخته شد.